# Corvée

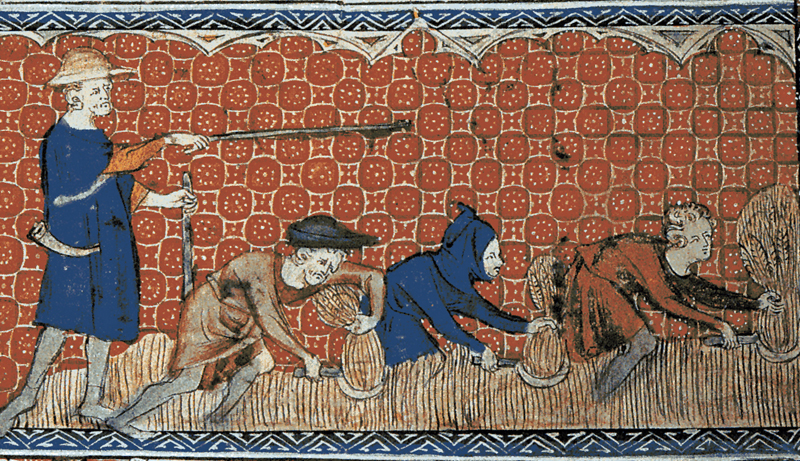
Illustration médiévale de la corvée. Trois hommes ont pour corvée de récolter le blé.

La corvée (du latin corrogare, « demander ») est un travail non rémunéré imposé par un souverain, un seigneur, un maître ou un système colonial à ses sujets et dépendants, qu'ils soient de statut libre ou non. Il s'agit d'un rouage essentiel du système politico-économique médiéval qui tire son existence de la rareté de la monnaie à cette époque. C'est un impôt perçu de manière non pécuniaire.
On distingue corvée privée et corvée publique. La première consiste en des journées de travail (nommées arban dans certaines provinces de France) consacrées à la pars dominica (terre réservée du seigneur). Concrètement, il s'agit d'assistance au moment des labours, des moissons ou de la vendange. Elle peut impliquer, pour le dépendant, l'utilisation de ses propres bêtes de somme.

## Historique
En général, la corvée privée tombe en désuétude à partir du XIe siècle, lorsque la monnaie devient d'usage plus courant — du moins dans l'Europe du Sud. Dès lors, elle ne concerne plus qu'un ou deux jours par an, et devient facile à racheter. Seuls les serfs et les personnes libres mais trop pauvres restent « corvéables à merci ». En Europe du Nord et en Angleterre, la corvée privée reste importante tout au long du Moyen Âge.

### France

#### Sous l'Ancien Régime
En France, Sous l'Ancien Régime, on distingue la corvée personnelle liée à la résidence, même si l'on n'a pas de bien, et la corvée réelle due pour des terres redevables de cet impôt, même si l'on ne réside pas dans la seigneurie. La corvée est d'environ 3 jours par an en moyenne. Il s'agit d'un impôt non pécuniaire. La corvée seigneuriale est abolie le 4 août 1789.
La corvée royale est un travail imposé d'entretien des voies et ouvrages d'art publics : routes, ponts, fossés, palissades, etc. La généralisation de la corvée royale amorcée en 1738 par les mesures du contrôleur général des finances Philibert Orry permet d'agrandir et moderniser le réseau des routes en France.

##### Suppression définitive de la corvée des grands chemins sous Calonne
La corvée des grands chemins est abolie à la fin de l'ancien régime. Les Édits de Turgot (sur une idée du physiocrate Pierre Samuel du Pont de Nemours), abrogés en 1776, suppriment la corvée mais sont un échec partiel. Charles-Alexandre de Calonne réussit là où a échoué Turgot : en 1785 il n'y a plus que 9 généralités (dont la Bretagne) où l'ancienne corvée, répartie « en raison des forces », subsiste (et il est dans l'idée de la plupart des intendants de la supprimer) ; dans 11 généralités, la corvée est répartie « en raison des facultés » et, enfin, dans un certain nombre de provinces on a établi l'imposition représentative de la corvée. Une commission constituée d'intendants de généralités (6 voix contre 4) se prononce pour l'abolition de l'ancienne corvée, pour son remplacement par un travail à prix d'argent, enfin pour l'établissement d'un impôt territorial, ou, à défaut, d'une taxe au marc la livre de la taille. L'Ordonnance du 27 juin 1787 déclare la corvée en nature remplacée par une contribution répartie entre les paroisses au marc la livre de la taille, et dont les receveurs généraux font l'avance aux entrepreneurs. Malgré l'opposition des Parlements, les Assemblées provinciales peuvent définitivement réaliser la réforme, qui s'opère un peu plus tardivement en Bretagne, où la corvée était régie par les États de la province.

#### Les corvées dues par les paysans dans le cadre du fermage
Avant le statut du fermage de 1946, les fermiers « étaient à la merci des pressions des propriétaires. Ceux-ci ne craignaient pas d'en abuser, cela expliquait [...] que tous les ans, le 29 septembre, il y eût un véritable cortège de charrettes et de bétail. [...] À la Saint-Michel, en effet, les baux arrivaient à leur terme. [...] Outre le montant du fermage, [...] [le fermier devait] aussi au propriétaire un certain nombre de journées de travail gratuit, [par exemple] trois jours de charrue (homme, cheval et matériel), un homme chaque jour pendant la durée des foins ». D'autres corvées pouvaient exister comme débarder du bois, voire nourrir le chien du propriétaire. Ce dernier pouvait en toute liberté chasser sur les terres de son fermier sans faire attention aux cultures qu'elles portaient et les rapports entre le fermier et son bailleur étaient quasi-féodaux[réf. nécessaire]. L'avènement du statut du fermage, à l'initiative de Tanguy-Prigent, instaura le renouvellement automatique des baux et limita les clauses de résiliation à l'initiative du bailleur.

#### Les corvées publiques en guise d'impôts locaux
Jusque dans les années 1950, les paysans étaient aussi astreints à un système de corvées, en guise d'impôt local payable en prestations de travail, comme l'illustre ce témoignage d'un paysan de Taulé :

« Jusque vers 1955, nous devions aussi environ deux journées de travaux de voirie à la commune. La durée de la prestation était moindre si nous fournissions les chevaux et du matériel, comme des tombereaux. C'était une façon de s'acquitter en nature des impôts locaux, et cette obligation était généralement exécutée l'hiver car c'était une saison creuse pour les travaux des fermes. Il s'agissait essentiellement de curer les fossés ou d'empierrer les chemins vicinaux. [...] Tous les paysans d'un secteur de la commune travaillaient ensemble en cette occasion, sous la direction d'un employé communal, ça pouvait faire des chantiers relativement importants. »

### Afrique-Occidentale française
En Afrique-Occidentale française, le travail forcé est aboli par la loi Houphouët-Boigny d'avril 1946.

### Russie
En Russie, ce phénomène était présent, véhiculé en grande partie par les boyards envers les serfs (appelée barchtchina).

## Reliquats modernes
La corvée reste, dans l'imagination contemporaine, le symbole de la domination des seigneurs et de la monarchie, au même titre que la dîme ou la gabelle.
Dans plusieurs pays, on parle encore de corvée pour un travail accompli par les habitants d'un territoire de façon non rémunérée pour le bien commun : déneigement, construction de grange pour un voisin, etc.
En France, en 2004, une loi du gouvernement de Jean-Pierre Raffarin établit le premier jour férié travaillé non payé, officiellement annoncé journée de solidarité envers les personnes âgées.
Le gouvernement de Birmanie impose à ses citoyens du travail obligatoire non payé.
Aujourd'hui, beaucoup de pays ont restreint le travail en corvée à la conscription militaire et aux travaux forcés.